# Church of the SubGenius

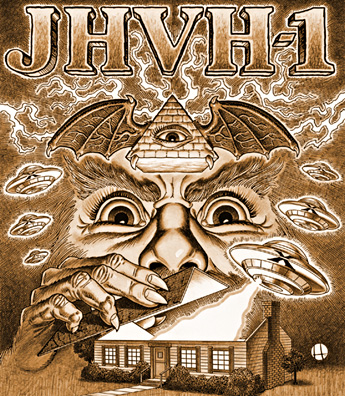
Jehovah 1, principale divinité de l'Église.

The Church of the SubGenius (en français L'Église du Sous-Génie) est une parodie de religion américaine fondée en 1979 à Dallas par Ivan Stang et Philo Drummond. Elle a gagné une certaine popularité dans la sous-culture des années 1980 et 1990, et est largement présente sur le réseau Internet.
Ses pratiquants suivent les préceptes de leur prophète mythique, J.R. "Bob" Dobbs, qui en 1953 aurait eu une vision de Dieu dans son téléviseur (décrite dans le livre The Book of the SubGenius). Selon le dogme, Dieu, aussi appelé Jehovah 1 (JHVH-1), serait une créature extra-terrestre venue d'une proche galaxie malsaine et douée de grands pouvoirs.
Selon le mouvement, Bob (dont l'existence n'a jamais été prouvée) aurait en 1984 dit "Aidez-moi à Glander ou Butez-moi !" ('Give me Slack or Kill me!'). Peu après, il aurait été assassiné, "pour NOTRE Glandage" ('for YOUR Slack'), mais il aurait depuis ressuscité de nombreuses fois.
Le Glandage serait une action irrésolue efficace par magie, mais la conspiration mondiale chercherait à l'interdire car le Glandage est la liberté et la plénitude de la vie.
L'Église a inspiré le nom d'une distribution GNU/Linux populaire : Slackware.

## Clenches
- NYC
- Tampa
- Seattle
- Ho De Do Clench